# 아로피톤족
아로피톤족(Arophyton族, 학명: Arophyteae 아로피테아이[*])은 천남성아과의 족이다.

## 하위 분류
- 아로피톤속(Arophyton Jum.)
- Carlephyton Jum.
- Colletogyne Buchet